# Кэрролл, Джон (гигант)
Джон Фрэнсис Кэрролл (англ. John Francis Carroll; 1932 — 8 августа 1969) — американец, известный как один из самых высоких людей в истории. Его рост достигал 8 футов 7¾ дюйма (263,5 см), что делает его третьим по высоте человеком, зафиксированным в медицинской истории, после Роберта Уодлоу и Джона Рогана.

## Биография
Джон Кэрролл родился в 1932 году в Буффало, штат Нью-Йорк. В медицинской литературе он известен под прозвищем «Буффальский гигант» (англ. Buffalo Giant) и «Большой Рыжий» (англ. Big Red). Его необычный рост начал проявляться в возрасте 16 лет и продолжался вплоть до его смерти. В какой-то момент он прибавил 8 дюймов (около 20 см) в течение одного года.
Кэрролл страдал от акромегалического гигантизма и тяжёлой формы кифосколиоза — искривления позвоночника одновременно в переднезаднем и боковом направлениях. Это искривление значительно влияло на его измеряемый рост. В 1959 году его рост стоя составлял 8 футов (243,8 см), но с учётом искривления позвоночника его истинный рост оценивался в 8 футов 7¾ дюйма (263,5 см) . К 1968 году из-за ухудшения состояния позвоночника его рост стоя уменьшился до 7 футов 10½ дюйма (240 см)
Несмотря на физические трудности, Джон Кэрролл был известен как доброжелательный и скромный человек. Он активно участвовал в жизни сообщества, работал в городском парке. Своё прозвище «Большой Рыжий» получил из-за своих рыжих волос.
Кэрролл скончался 8 августа 1969 года в возрасте 37 лет от почечной недостаточности, связанной с его заболеванием. Он был похоронен на кладбище Святого Креста в Лакавонне, штат Нью-Йорк.